# Соколов Олександр Юрійович
Олександр Юрійович Соколов (нар. 6 грудня 1997) — український легкоатлет, який спеціалізується в бігу на короткі дистанції, багаторазовий чемпіон та призер національних першостей у спринтерських дисциплінах.
На національних змаганнях представляє Миколаївську область.
Студент Національного університету кораблебудування імені адмірала Макарова.

## Рекорди
19 липня 2018 на чемпіонаті України встановив новий рекорд України серед молоді (U23) з бігу на 100 метрів (10,17), покращивши попереднє досягнення (10,18), яке з 1984 належало луганчанину Віктору Бризгіну та було повторене у 1994 харків'янином Владиславом Дологодіним.

## Основні міжнародні виступи
| Рік  | Змагання                      | Місто    | Місце  | Дисципліна | Примітки    |
| ---- | ----------------------------- | -------- | ------ | ---------- | ----------- |
| 2016 | Чемпіонат світу серед юніорів | Бидгощ   | 1пф8   | 100 м      |             |
| 2017 | Командний чемпіонат Європи    | Лілль    | 1заб2  | 100 м      |             |
| 2017 | Чемпіонат Європи серед молоді | Бидгощ   | 2забDQ | 4×100 м    |             |
| 2018 | Чемпіонат Європи              | Берлін   | 5заб6  | 100 м      |             |
| 2018 | ф5                            | 4×100 м  |        |            |             |
| 2019 | Чемпіонат Європи в приміщенні | Глазго   | 5заб4  | 60 м       |             |
| 2019 | Світові естафети              | Йокогама | 2заб7  | 4×100 м    |             |
| 2019 | Чемпіонат Європи серед молоді | Євле     | 2пф5   | 100 м      |             |
| 2019 | 2забDQ                        | 4×100 м  |        |            |             |
| 2019 | Командний чемпіонат Європи    | Бидгощ   | ф5     | 100 м      |             |
| 2019 | 3                             | 4×100 м  |        |            |             |
| 2021 | Чемпіонат Європи в приміщенні | Торунь   | 3пф7   | 60 м       | [ 4 ] [ 5 ] |